# InSuggest
InSuggest是個可以協助使用者找尋他們之前未能瞭解他們在找尋何種東西的網頁推薦引擎。此引擎於2008年1月上網。
此引擎是根據使用者的品味與喜好給予建議。本項服務屬於Web 2.0。當使用者改善了他們自身的搜尋時，也提供機會促使inSuggest更加進步。

## 外部連結
- inSuggest （页面存档备份，存于）